# Paul-Marie Rousset

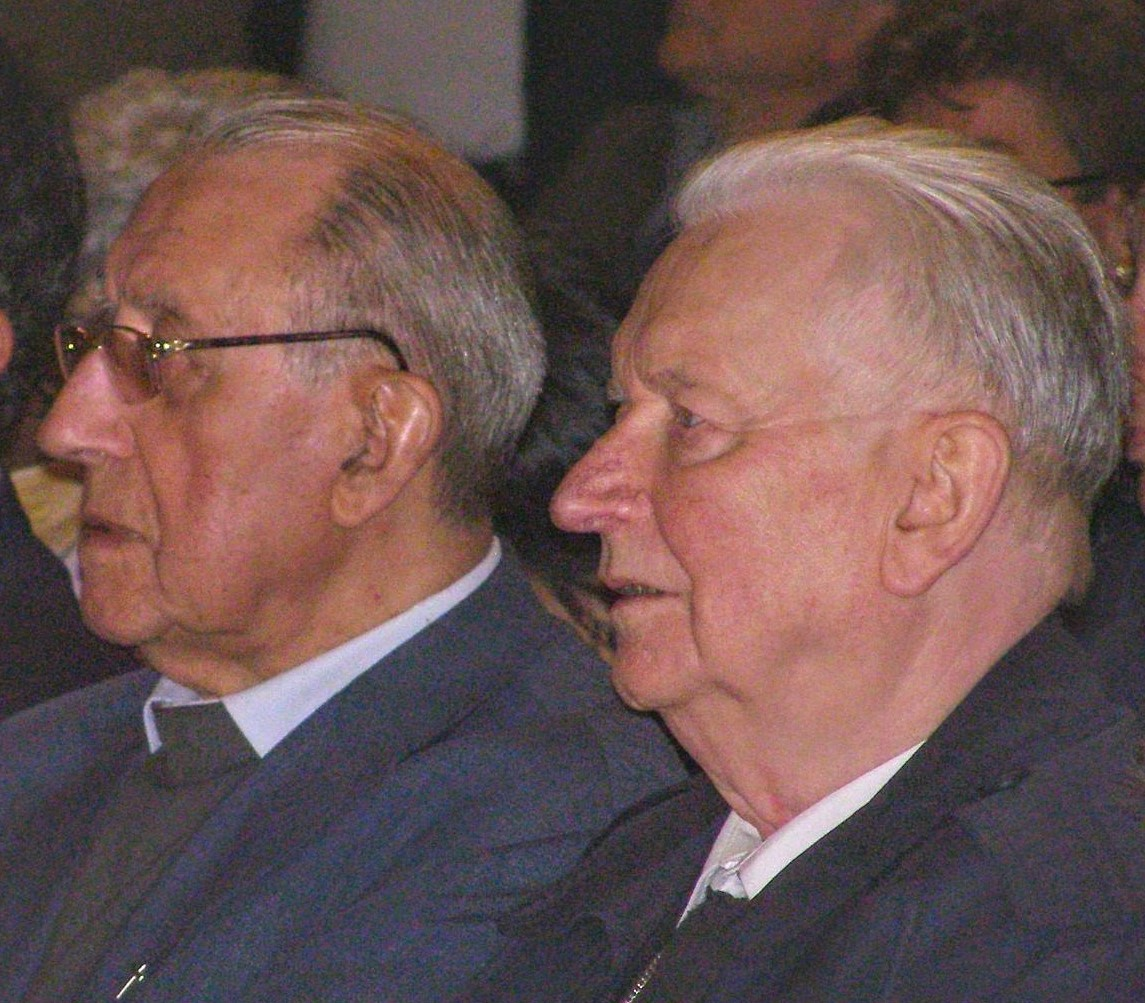
Paul-Marie Rousset et son successeur, Pierre Joatton, en 2011 pour les 40 ans du diocèse de Saint-Étienne

Paul Rousset, né à Grièges le 27 août 1921 et mort le 9 janvier 2016 à Péronnas, est un évêque catholique français, prêtre de la Société du Prado, premier évêque de Saint-Étienne de 1971 à 1987.

## Biographie
Paul Rousset a été ordonné prêtre pour le diocèse de Belley par Amédée Maisonobe le 24 février 1945.
En 1947, il obtient une licence de théologie à la Faculté de Lyon. En 1948, il devient membre de l'Institut du Prado après une année de formation. De 1948 à 1954, il est économe du grand séminaire de Belley, où il enseigne également le droit canonique et la liturgie. Aumônier Diocésain d’Action catholique rurale de 1954 à 1958, il est ensuite nommé vicaire général du diocèse de Belley.
Nommé évêque auxiliaire de Lyon le 24 janvier 1966, avec le titre d'évêque in partibus d’Utimma (de), il a été consacré le 6 mars suivant.
Le 23 février 1971, il devient le premier évêque du nouveau diocèse de Saint-Étienne, territoire qui était jusqu'alors rattaché au diocèse de Lyon. Il assume cette charge jusqu'au 28 septembre 1987, date à laquelle il se retire. Il a alors 66 ans.
Il revient en 1989 dans le diocèse de Belley-Ars, comme curé de paroisse à Thoiry, Saint-Jean-de-Gonville, Collonges et Pougny. Il prend sa retraite en 1997 et meurt à Péronnas le 9 janvier 2016.